# 萨姆·贝尔金
萨姆·贝尔金（英語：Sam Belkin，1988年4月18日—），新西兰男子摔跤运动员，主攻自由式。他曾代表新西兰参加2014年英联邦运动会摔跤比赛，获得男子97公斤级自由式铜牌。